# Огнено лице (филм, 1958)
„Огнено лице“ (на португалски: Cara de Fogo) е бразилски приключенски филм на ужасите от 1958 година на режисьора Галилеу Гарсия с участието на Алберто Рушел, Милтон Рибейро и Луси Рейс.

## Сюжет
Едно фермерско семейство стават неволни свидетели на кражба на добитък и сега биват преследвани от престъпника, който работи в съседното ранчо.

## В ролите
- Алберто Рушел като Луиш
- Милтон Рибейро като Гаданьо
- Луси Рейс като Мариана
- Ана Мария Набуко като Розалина
- Жилберто Чагаш като Зе Пичола
- Еуженио Куснет като Тонико
- Жозе де Жезус като Педриньо